# Hlas mučedníků
Hlas mučedníků je skupina několika příbuzných křesťanských organizací založených z popudu luteránského faráře Richarda Wurmbranda v zemích jako je Austrálie, Česká republika, Kanada, Nový Zéland a Spojené státy americké. Posláním organizace je zvyšovat povědomí o tisícovkách křesťanů, kteří jsou ročně zabíjeni, mučeni, vězněni nebo jinak utlačováni kvůli své víře. Také poskytuje praktickou pomoc pronásledovaným křesťanům napříč celým světem. Tyto organizace jsou financovány prostřednictvím darů jednotlivých církví, soukromých osob a organizací. Neexistuje žádné celosvětové sídlo této organizace, protože každá místní pobočka je právně i organizačně samostatnou a ekonomicky soběstačnou entitou.